# NGC 6538
NGC 6538 (другие обозначения — UGC 11062, MCG 12-17-12, ZWG 340.25, IRAS17554+7325, PGC 61072) — галактика в созвездии Дракон.
Этот объект входит в число перечисленных в оригинальной редакции «Нового общего каталога».